# Zaeeroides
Zaeeroides är ett släkte av skalbaggar. Zaeeroides ingår i familjen långhorningar.
Kladogram enligt Catalogue of Life:
| Zaeeroides | \| \| Zaeeroides florensis \| \| \| \| \| \| Zaeeroides luzonica \| \| \| \| |
|            | \| \| Zaeeroides florensis \| \| \| \| \| \| Zaeeroides luzonica \| \| \| \| |
|            | Zaeeroides florensis                                                         |
|            |                                                                              |
|            | Zaeeroides luzonica                                                          |
|            |                                                                              |